# 2. ŽNL Dubrovačko-neretvanska 2019./20.
Ovaj članak je podtema članka: 5. rang HNL-a 2019./20.

2. ŽNL Dubrovačko-neretvanska u sezoni 2019./20. predstavlja drugi stupanj županijske lige u Dubrovačko-neretvanskoj županiji, te ligu petog stupnja hrvatskog nogometnog prvenstva. 
 
U ligi sudjeluje 7 klubova, koji igraju dvokružnu ligu (14 kola, 12 utakmica po klubu). 
 
Kao posljedica pandemije COVID-19 u svijetu i Hrvatskoj, u ožujku je došlo do prekida odigravanja nogometnih natjecanja u Hrvatskoj. 
 
6. svibnja 2020. Hrvatski nogometni savez je donio odluku o konačnom prekidu natjecanja za 2. HNL i sve ostale niže lige, te se njihov trenutni poredak uzima kao konačan.
 
 
27. svibnja 2020. "Županijski nogometni savez Dubrovačko-neretvanski" je donio konačnu oluku o prekiu natjecanja u 1. i 2. ŽNL ali bez proglašenja konačnih pobjenika.

 
 
U 2. ŽNL je odigrana jesenska polusezona, nakon koje je vodeći bio "Grk" iz Potomja, ali kako je u zimskoj pauzi prije prekida prvenstva od natjecanja  odustao "SOŠK 1919" iz Stona čiji su rezultati brisani, prvak je neslužbeno bio "Omladinac" iz Lastova.

## Sudionici
- Enkel – Popovići, Konavle
- Faraon – Trpanj
- Grk – Potomje, Orebić
- Omladinac –  Lastovo
- Putniković – Putniković, Ston
- Rat – Kuna Pelješka, Orebić
- SOŠK 1919 – Ston

## Ljestvica
| Poz. | Momčad                | U | P | N | I | G+ | G– | G+/– | Bod. | Nastavak natjecanja ili ispadanje |
| ---- | --------------------- | - | - | - | - | -- | -- | ---- | ---- | --------------------------------- |
| 1.   | Omladinac Lastovo (P) | 5 | 3 | 1 | 1 | 18 | 10 | +8   | 10   |                                   |
| 2.   | Grk                   | 5 | 3 | 0 | 2 | 8  | 6  | +2   | 9    |                                   |
| 3.   | Putniković            | 5 | 3 | 0 | 2 | 7  | 5  | +2   | 9    |                                   |
| 4.   | Enkel                 | 5 | 3 | 0 | 2 | 9  | 10 | −1   | 9    |                                   |
| 5.   | Faraon                | 5 | 2 | 1 | 2 | 8  | 7  | +1   | 7    |                                   |
| 6.   | Rat                   | 5 | 0 | 0 | 5 | 4  | 16 | −12  | 0    |                                   |
| 7.   | SOŠK 1919 Ston        | 0 | 0 | 0 | 0 | 0  | 0  | 0    | −5   | Odustao od natjecanja             |

1. ↑  5 bodova oduzeto od saveza.

## Rezultatska križaljka
Ažurirano: 24. rujna 2020. (završno stanje) 
| kratica | klub              | ENK | FAR | GRK | OML | PUT | RAT | SOŠK |
| --- | ----------------- | --- | --- | --- | --- | --- | --- | ---- |
| ENK | Enkel Popovići    |     | 1:0 | 3:2 |     | 0:1 |     |      |
| FAR | Faraon Trpanj     |     |     | 1:0 | 3:3 |     | 4:2 |      |
| GRK | Grk Potomje       |     |     |     | 3:2 |     | 1:0 | 5:1  |
| OML | Omladinac Lastovo | 6:2 |     |     |     |     | 4:1 |      |
| PUT | Putniković        |     | 1:0 | 0:2 | 1:3 |     |     |      |
| RAT | Rat Kuna Pelješka | 1:3 |     |     |     | 0:4 |     | 3:0  |
| SOŠK | SOŠK 1919 Ston    | 1:4 |     |     |     | 1:0 | 1:4 |      |
| |                   |     |     |     |     |     |     |      |
| podebljan rezultat - utakmice od 1. do 7. kola (1. utakmica između klubova) rezultat normalne debljine - utakmice od 8. do 14. kola (2. utakmica između klubova) rezultat nakošen - nije vidljiv redoslijed odigravanja međusobnih utakmica iz dostupnih izvora rezultat nakošen i smanjen * - iz dostupnih izvora nije uočljiv domaćin susreta prekrižen rezultat - poništena ili brisana utakmica p - utakmica prekinuta 3:0 p.f. / 0:3 p.f. - rezultat 3:0 bez borbe |                   |     |     |     |     |     |     |      |

 Izvori: 

## Unutarnje poveznice
- 2. ŽNL Dubrovačko-neretvanska
- 1. ŽNL Dubrovačko-neretvanska 2019./20.

## Vanjske poveznice
- zns-dn.com, Županijski nogometni savez Dubrovačko-neretvanske županije
- zns-dn.com, 2. ŽNL Dubrovačko-neretvanska
- ŽNS Dubrovačko-neretvanski, facebook stranica
- markopolosport.net
- sportnet.hr forum, 1. ŽNL Dubrovačko-neretvanska  Arhivirana inačica izvorne stranice od 14. studenoga 2018. (Wayback Machine)